# Правдолюб
Правдолюб (болг. Правдолюб) — село в Болгарии. Находится в Кырджалийской области, входит в общину Ардино. Население составляет 217 человек.